# سيرجيو فوبيني
سيرجيو فوبيني (31 ديسمبر 1928-6 يناير 2005) عالم فيزياء نظري إيطالي . كان من رواد نظرية الأوتار . كان منخرطا في نشاط السلام في الشرق الأوسط.